# Freiwilliger Nutzungstausch
Beim Freiwilligen Nutzungstausch wird im Rahmen eines Bodenordnungsverfahrens die Nutzung von landwirtschaftlichen Grundstücken getauscht, nicht aber das Eigentum an ihnen. Der rechtliche Rahmen wird durch Unterpachtverträge geregelt. Das heißt, der Eigentümer muss der Unterverpachtung zustimmen.
Der freiwillige Nutzungstausch ist ein anerkanntes Bodenordnungsverfahren. Es wird auf Länderebene unterschiedlich gefördert. Fördervoraussetzungen sind in Baden-Württemberg beispielsweise u. a. anerkannte Helfer und einheitliche zehnjährige Pachtverträge. Fördermittel werden bei den Flurneuordnungsämtern (Landratsämtern) beantragt.
Ziele sind die Arrondierung der Höfe, größere Wirtschaftsflächen und eine hofnahe Bewirtschaftung. Vorteile des freiwilligen Nutzungstauschs sind
- größere Schläge
- weniger Vorgewende
- weniger Rüstzeiten
- kürzere Wege
- höhere Erträge
- Zeitersparnis